# 200 جنيه
200 جنية فيلم بطولة جماعية درامية مصري عرض في 25 أغسطس 2021. من إخراج محمد أمين، وتأليف أحمد عبد الله. يعرض الفيلم قصة حياة الـ 200 جنية، ويضم عددًا كبيرًا من الممثلين، وهو أول فيلم يخرجه محمد أمين بعد فيلم فبراير الأسود عام 2013.

## طاقم التمثيل
| - إسعاد يونس: بدور عزيزة السيد متولي - أحمد السعدني: عنتر ابن عزيزة - محمود حافظ: شيمي - مي سليم: إخلاص زوجة شيمي - غادة عادل: صباح راقصة - عارفة عبد الرسول: أم صباح - مصطفى درويش: متعهد أفراح - هاني رمزي: شوقي عامل في بنزينة - نوال سمير: زوجة شوقي - عبير فاروق: بائعة محل | - أحمد رزق: سمير مدرس - دينا فؤاد: مها زوجة سمير - أحمد السقا: حسن سائق أجرة - أمينة المغربي: زوجة حسن - علاء زينهم: منصور - حنان سليمان: زوجة السباك - عمر زهران: جواهرجي - خالد الصاوي: محسن - نيرة عارف: زوجة محسن - نرمين زعزع: سعاد خادمة محسن | - ملك قورة: هالة - طارق عبد العزيز: د.سعيد عبد الحميد - صلاح الدالي: رزق المنتج - ليلى علوي: سلوى بائعة سريحة - إسماعيل فرغلي: بائع محل - صابرين: شخصيتها الحقيقية - محمود البزاوي: علي زوج سلوى - أحمد آدم: كرم - سليمان عيد: حارس عمارة - بيومي فؤاد: ضيف شرف |

بالإشتراك مع:
نهى صالح - أحمد ثابت - مي دياب - عبد العزيز أبو السعود - لبنى ونس - لاشينة لاشين - علي الطيب - نورهان عبد العزيز - محمد منصور - محمد حافظ - معتصم عبد العزيز - سماح طلعت - رشا سامي - نيجار محمد - علاء خالد - منى فؤاد - أميرة بدر - أحمد سند - محمد فرغلي - أشرف ميمي - سمر متولي - أحمد إبراهيم حلمي - احمد جاد - أشرف بوزيشين - سمير بدير - يوسف - إيمان الشوكي - رولا أيمن
- أطفال: تيم - ريما

## القصة
تدور أحداث فيلم 200 جنيه، بشأن مبلغ 200 جنيه ينتقل من شخص لآخر من مختلف الطبقات الاجتماعية والأماكن السكنية، وتربطهم هذه العملية، ومدى تأثيرها على حياتهم. وضمن الأحداث شخصية عزيزة السيد (إسعاد يونس) تختم علي العملة فئة ٢٠٠ جنية وسر ختمها للعملة.

## أغنية الفيلم
يقدم أحمد سعد أغنية شعبية للفيلم.

## روابط خارجية
- 200 جنيه على موقع IMDb (الإنجليزية)
- 200 جنيه على موقع قاعدة بيانات الأفلام العربية
- 200 جنيه على موقع قاعدة بيانات الفيلم (الإنجليزية)
- 200 جنيه على موقع ليتربوكسد (الإنجليزية)
- 200 جنيه على موقع كينوبويسك (الروسية)